# Мухаммадиев, Фазлиддин Аминович
Фазлиддин Аминович Мухаммадиев (15 июня 1928, Самарканд — 16 октября 1986, Душанбе) — советский прозаик, кинодраматург. Народный писатель Таджикской ССР (1986). Заслуженный работник культуры Таджикской ССР. Член Правления Союза писателей СССР. Член Президиума Правления Союза писателей Таджикистана. Член Союза кинематографистов Таджикской ССР. Член КПСС с 1951 года. Член Союза писателей СССР с 1957 года.

## Биография
Родился в 1928 году, в одном из самых древнейших культурных центров Центральной Азии — городе Самарканде, в семье рабочего-переплётчика.
После окончания школы работал табельщиком в полевой бригаде колхоза, затем литературным сотрудником в газете «Точикистони сурх» (русск.: «Красный Таджикистан»).
В 1951 году окончил Центральную комсомольскую школу при ЦК ВЛКСМ в Москве. С тех пор в течение нескольких лет занимался журналистикой.
В 1962 году окончил Высшие литературные курсы при Литературном институте им. Горького в Москве.
Редактировал сатирический журнал «Хорпуштак» («Ёж»), являлся членом сценарной коллегии киностудии «Таджикфильм», старшим редактором издательства «Ирфон», старшим научным редактором и заведующим редакцией Главной редакции Таджикской Советской Энциклопедии, главным редактором Госкино Таджикской ССР. В 1978 году избирался секретарем Правления Союза писателей Таджикистана.
В июне 1986 года, почти в центре таджикской столицы — Душанбе, Фазлиддин Мухаммадиев подвергся нападению группы неизвестных мужчин, в результате чего получив многочисленные ножевые ранения, писатель в тяжелом состоянии был доставлен в больницу… Вскоре после поспешно состоявшегося суда, явно покровительствовавшего преступникам, скончался.
 «Если бы совесть действительно имела способность грызть своего хозяина, то на улице валялись бы одни скелеты» — Фазлиддин Мухаммадиев 
Похоронен на кладбище «Лучоб» в Душанбе

## Литературная деятельность
С середины 1950-х годов в журнале «Шарки сурх» и альманахе «Литературный Таджикистан» печатает первые рассказы и очерки: «Новый председатель» (1955), «Переселенцы» (1956), «Фаттох и Музаффар» (1958) и др., в которых поднимаются проблемы развития сельского хозяйства в республике, экономики высокогорных колхозов.
В 1958 году выходит сборник очерков и рассказов на таджикском языке «Переселенцы», затем повесть о чекистах «Взрыв, которого не было» (1960), повесть о городской интеллигенции и о преемственности поколений «Домик на окраине» («Старыe люди», 1963).
В 1964 году публикуется историческая повесть «Биби Зайнаб», главная героиня которой — Зайнаб Курбанова — первая женщина-таджичка, ставшая председателем районного исполнительного комитета Совета депутатов трудящихся, яркий образ, запечатлевшиеся в памяти народа.
В 1965 году вместе с группой мусульманских паломников под видом врача совершил хадж в Мекку и Медину, и на основе своих заметок написал «Путешествие на тот свет, или Повесть о великом хаджже» — своего рода ироничный путеводитель по мусульманской религии. Повесть была издана в 1970 году в Душанбе издательством «Ирфон» на таджикском и русском языках (100 тыс. экземпляров) с остроумными рисунками художника Сергея Вишнепольского. Русскоязычная публика встретила книгу благосклонно, но восприняла как занимательное чтение. Совершив хадж, Фазлиддин Мухаммадиев бросил вызов религиозной элите — отказался от почетного титула хаджи, написал и издал богохульную книгу. Впоследствии это стоило ему жизни.
В 1974 году в журнале «Садои Шарк», а затем целой книгой публикуется роман «Угловая палата», посвященный социально-нравственным проблемам современности. Эти же вопросы поднимаются в повестях «Японский шелк» (1982), «Над пропастью» (1983), в рассказах и очерках последних лет жизни.
В 1985 году издал книгу «Желанные друзья», куда кроме рассказов и очерков вошли литературно-критические статьи и художественная публицистика.

### Драматургия
На киностудии «Таджикфильм» по сценариям Фазлиддина Мухаммадиева сняты короткометражный художественный фильм «Схватка» (1973), полнометражный документальный фильм «Утро моей республики» (1974), полнометражный художественный фильм «Встреча в ущелье смерти» (1979), удостоенный Приза творческому коллективу за убедительную разработку историко-революционной темы на XIII Всесоюзном кинофестивале проходившем в 1980 году в Душанбе, а также и диплома на Ташкентском кинофестивале стран Азии, Африки и Латинской Америки.
В 1972 году на Всесоюзном радио был записан радиоспектакль по мотивам повести «Домик на окраине».
В 1983 году в Таджикском театре драмы им. Лахути поставлена комедия «Последняя невеста правоверного эмира».

### Переводы
Перевёл на таджикский язык отдельные произведения А. П. Чехова, Теодора Драйзера, романы Андре Стиля «Первый удаp», Mихаила Садовяну «Остров цветов», повести и романы Чингиза Айтматова «Джамиля», «Прощай, Гульсары!», «И дольше века длится день», Минеля Левина «Сто первая версия», пьесы Николая Погодина «Третья патетическая», Абдуллы Каххара «Мои милые матушки», «Голос из гроба», Виталия Губарева «Великий волшебник», а также ряд драматургических произведений.

### Признание
Почти все произведения Фазлиддина Мухаммадиева переведены на русский язык и напечатаны в журналах «Дружба народов», «Звезда Востока», «Наука и религия», «Крокодил», «Работница», «Гулистон», «Памир», в «Роман-газете», в серии «Библиотека советского романа», (издательство «Известия», 1969). Отдельными изданиями вышли «Домик на окраине», «Взрыв, которого не было» (1964), «Путешествие на тот свет, или Повесть о великом хаджже» (1970, 1983). Избранные произведения опубликованы издательствами «Молодая гвардия» (1971, «Домик на окраине») и «Художественная литература» (1970, «Повести и рассказы»).
Повести «Домик на окраине» и «Путешествие на тот свет» изданы на узбекском, латышском, армянском, эстонском, а также на немецком, румынском, болгарском, венгерском, чешском, арабском языках. Отдельные рассказы переведены на казахский, туркменский, киргизский, белорусский, украинский и другие языки народов СССР, на немецкий, польский и болгарский языки.
За повести «Домик на окраине» и «Путешествие на тот свет» награждён Государственной премией Таджикской ССР им. Рудаки.

## Награды
- Орден Дружбы народов (16.11.1984)
- Орден «Знак Почёта» (28.10.1967)
- Медаль «За трудовую доблесть»
- Медаль «За доблестный труд в ознаменование 100-летия со дня рождения В. И. Ленина»
- Две Почетные Грамоты Президиума Верховного Совета Таджикской ССР
- Почетная грамота Президиума Верховного Совета Белорусской ССР
- Государственная премия Таджикской ССР им. Рудаки